# Lieuran-Cabrières
Lieuran-Cabrières är en kommun i departementet Hérault i regionen Occitanien i södra Frankrike. Kommunen ligger i kantonen Montagnac som tillhör arrondissementet Béziers. År 2022 hade Lieuran-Cabrières 338 invånare.

## Befolkningsutveckling
Antalet invånare i kommunen Lieuran-Cabrières
Referens:INSEE